# Кервин, Джозеф Питер
Джозеф Питер Кервин (англ. Joseph Peter Kerwin) — доктор медицинских наук и бывший астронавт НАСА. Совершил один космический полет — на космическом корабле «Скайлэб-2», совершил один выход в открытый космос. В США считается первым врачом, прошедшим подготовку астронавтов и побывавшим на орбите.

## Рождение и образование

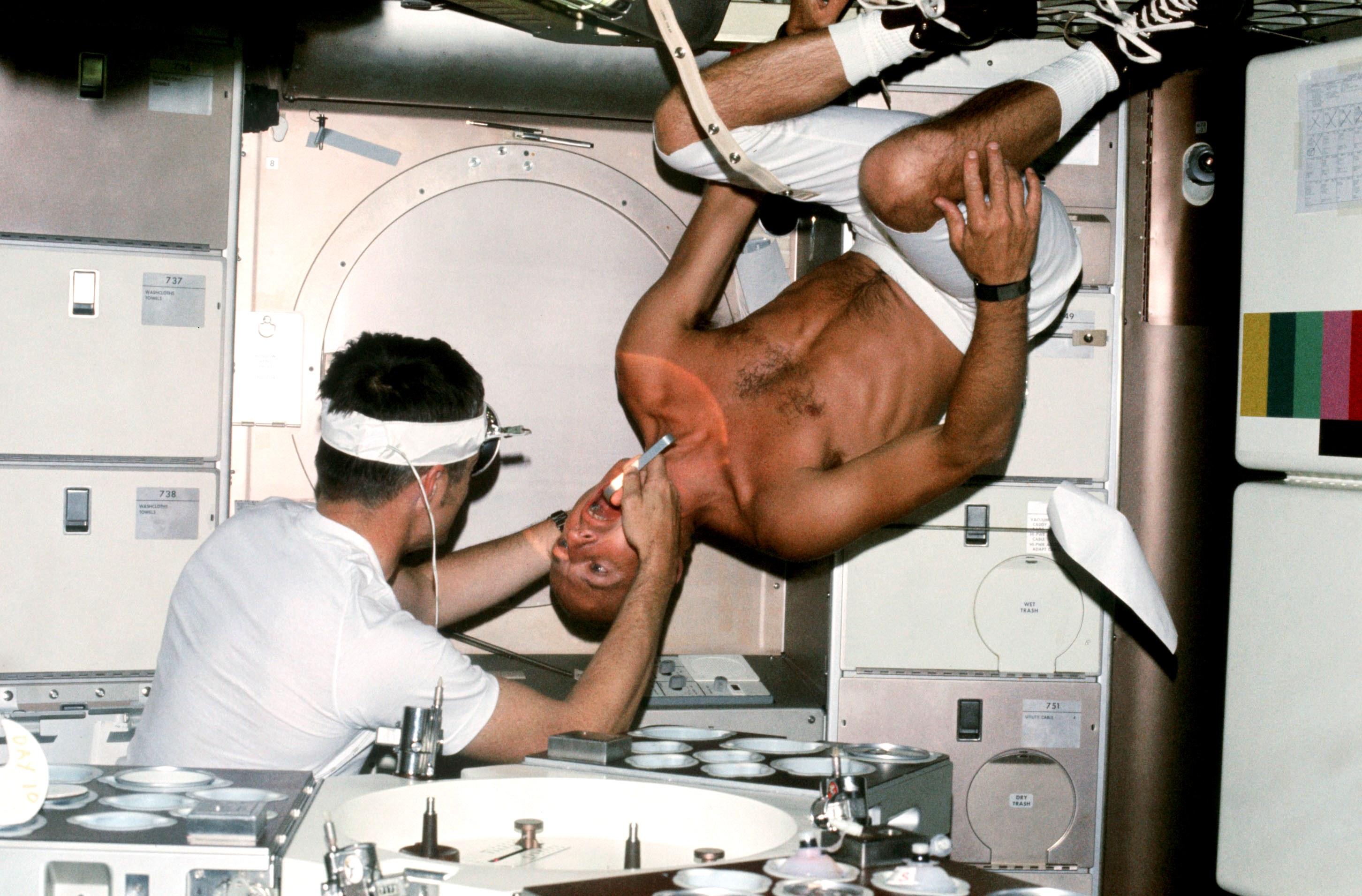
На Скайлэбе — Конрад на приёме у зубного врача, у Джозефа Кервина (слева).

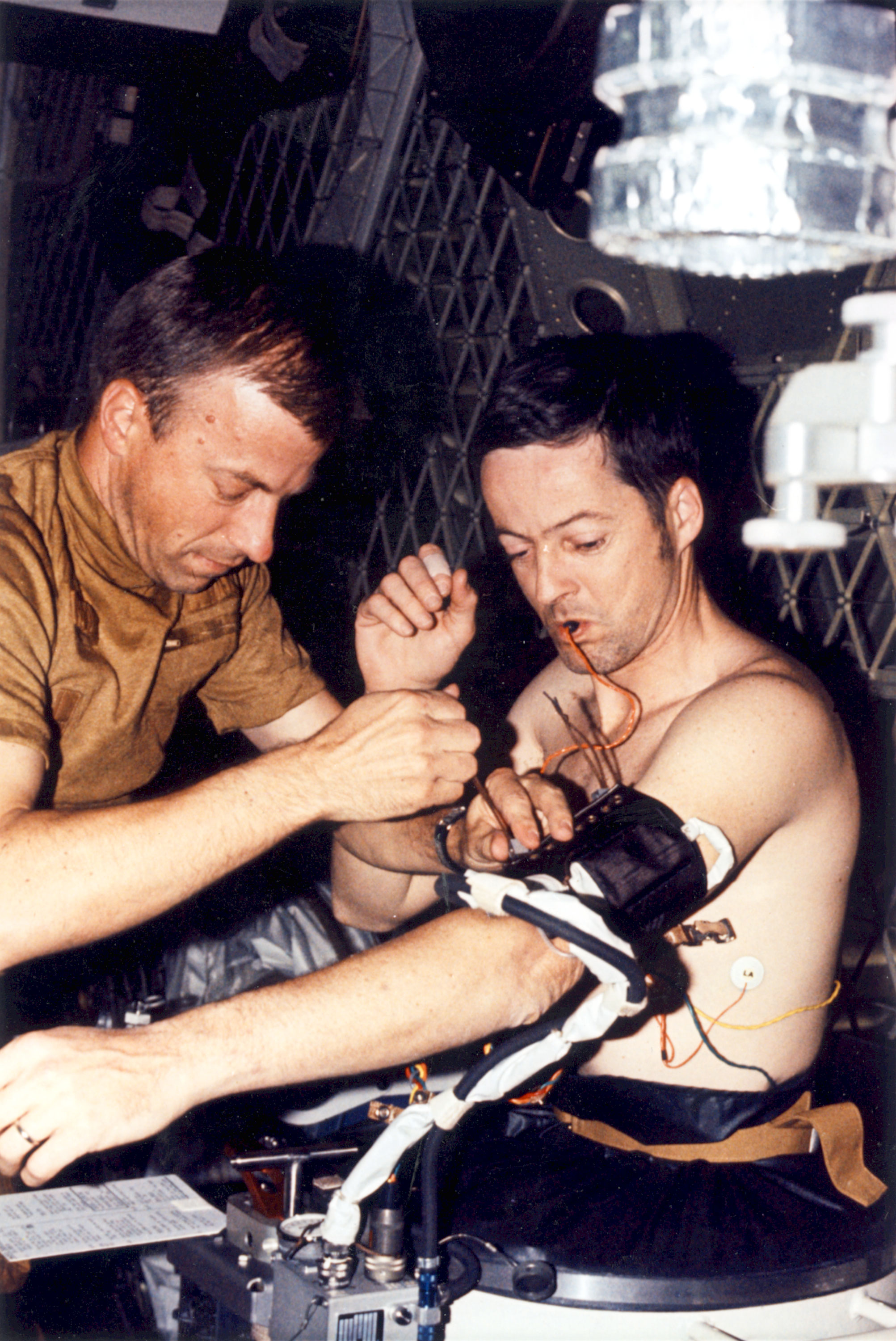
На Скайлэбе — Кервин(справа) проводит медицинские исследования.

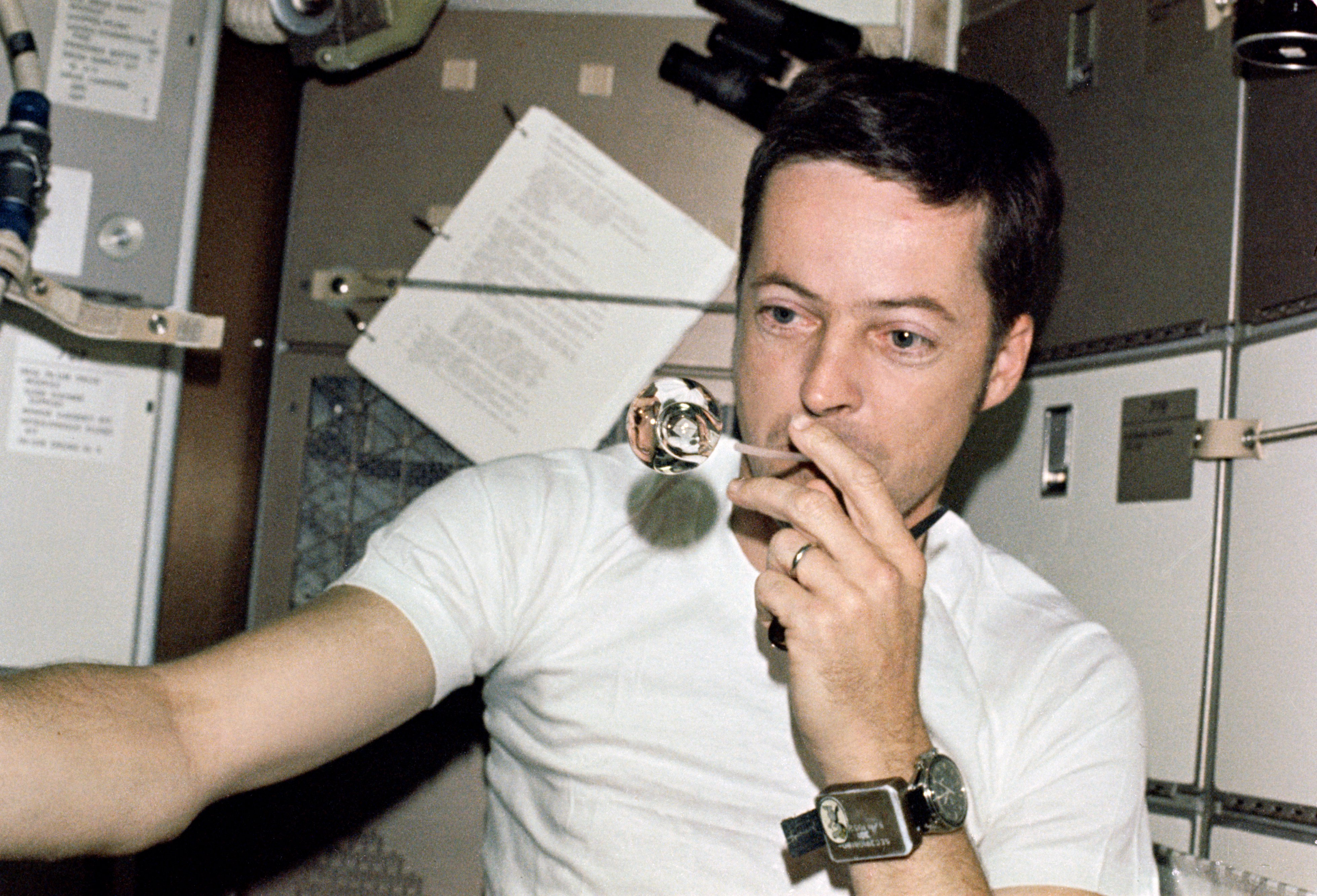
Кервин — изучение поведения жидкостей в невесомости.

Родился 19 февраля 1932 года в городе Ок-Парк, штат Иллинойс. В 1949 году окончил среднюю школу в городе Ок-Парк.
В 1953 году окончил Колледж Святого Креста в городе Вустер, штат Массачусетс, и получил степень бакалавра искусств в области философии. В 1957 году на медицинском факультете Северо-Западного университета получил степень доктора медицины. Закончил интернатуру в стационарном госпитале в Вашингтоне, округ Колумбия. Прошёл подготовку в Школе авиационной медицины ВМС США на авиабазе Пенсакола во Флориде и в декабре 1958 года получил квалификацию авиационного врача ВМС.

## Военная карьера
На службе в военно-медицинской службе ВМС США с июля 1958 года. C 1959 по 1961 год служил авиационным врачом в 14-й группе авиации морской пехоты на авиабазе КМП Черри Пойнт, штат Северная Каролина. Прошёл лётную подготовку на авиабазе ВМС Бивилль в Техасе и в 1962 году получил квалификацию военно-морского лётчика. На тот момент в ВМС США было всего 12 авиационных врачей, которые имели квалификацию пилота. Служил в 101-й истребительной эскадрилье на авиабазе ВМС Океаниа. К моменту зачисления в отряд астронавтов служил главным авиационным врачом 4-го ударного крыла авианосной авиации на авиабазе ВМС Сесил-Филд. Общий налёт составляет 4 500 часов на различных типах самолетов.

## Воинские звания
Кэптэн (капитан I ранга) медицинской службы ВМС. Вышел в отставку из ВМС 31 марта 1987 года.

## Космическая подготовка
27 июня 1965 года был одним из шести учёных, зачисленных в отряд астронавтов НАСА во время 4-го набора. Во период полёта космического корабля «Аполлон-13» работал сменным оператором связи в Центре управления полётом в Хьюстоне. В январе 1972 года был включён в состав основного экипажа первой экспедиции SL-2 на орбитальную станцию Скайлэб в качестве научного сотрудника.

## Космический полет
Скайлэб-2 — с 25 мая по 22 июня 1973 года в качестве научного сотрудника первой экспедиции на станцию Скайлэб. Во время полёта выполнил один выход в открытый космос (07.07.1973), продолжительностью 3 часа 25 минут. Продолжительность космического полёта составила 28 суток 00 часов 50 минут.

## Профессиональная деятельность
После ухода из НАСА с 1988 по 1990 год работал научным руководителем программы создания космической станции Фридом в корпорации Локхид. Затем работал в корпорации «United Space Alliance». В 1990 по 1993 год входил в состав консультативного совета НАСА. В 1994—1995 годах работал в группе, осуществлявшей координацию работ со стороны корпорации «Lockheed Martin» по созданию ФГБ (первого российского модуля МКС). С июня 1996 по апрель 1997 года работал в научно-исследовательской Лаборатории разработки систем, которая пыталась получить контракт на медицинское обслуживание в Космическом центре им. Джонсона. Однако контракт выиграла компания KRUG Life Sciences. К удивлению Джозефа Кервина он получил предложение возглавить эту фирму, и 1 апреля 1997 года стал президентом компании «KRUG Life Science Inc.» в Хьюстоне, штат Техас. 16 марта 1998 года корпорация преобразована в «Специальное бизнес-подразделение естественных наук Лабораторий Уэйла» в городе Эль-Сегундо в Калифорнии. Одновременно с этим является членом Совета директоров Национального НИИ космической медицины в качестве представителя промышленности. Прекратил сотрудничество с «Лабораториями Уэйла» в 2004 году.

## Награды
Награждён медалью ВМС «За выдающиеся заслуги», медалью НАСА «За выдающиеся заслуги» и медалью НАСА «За космический полёт» (1973). Его имя внесено в Зал славы американских астронавтов.

## Семья
Жена — Ширли Энн Гуд. Дочери: Шэрон (14.09.1963), Джоанна (05.01.1966) и Кристина (04.05.1968). Увлечения — чтение и классическая музыка.